# Dänischer Fußballpokal 2002/03
Der Dänische Fußballpokal 2002/03 (unter Sponsorenschaft auch DONG Cup) war die 49. Austragung des dänischen Pokalwettbewerbs der Männer. Er wurde vom dänischen Fußballverband ausgetragen. Das Finale fand traditionell am Himmelfahrtstag (29. Mai 2003) im Parken von Kopenhagen statt. Pokalsieger wurde Brøndby IF, der sich im Finale gegen FC Midtjylland durchsetzte.
Das Halbfinale wurde in Hin- und Rückspiel entschieden. In den anderen Runden wurden die Begegnungen in einem Spiel ausgetragen. Bei unentschiedenem Ausgang wurde zur Ermittlung des Siegers eine Verlängerung gespielt. Stand danach kein Sieger fest, folgte ein Elfmeterschießen.

## 1. Runde
Es nahmen 48 Mannschaften der Dänemarkserie sowie die 16 Teams der 2. Division 2001/02 teil.
|                            | Ergebnis              |                       |
| -------------------------- | --------------------- | --------------------- |
| Amager FF                  | 1:3                   | Albertslund IF        |
| Billund IF                 | 2:3                   | Korup IF              |
| Brønderslev IF             | 0:3                   | FC Nordjylland        |
| Dronningborg IF            | 0:2                   | Hjørring IF           |
| Egebjerg IF                | 0:2                   | Svendborg fB          |
| Esbjerg IF 92              | 1:1 n. V. (5:4 i. E.) | Dalum IF              |
| Fredensborg BI             | 2:2 n. V. (4:3 i. E.) | Sundby BK             |
| Fremad Amager              | 6:3                   | Hellerup IK           |
| Glostrup FK                | 1:2                   | IF Skjold Birkerød    |
| Herning KFUM               | 4:2 n. V.             | Jetsmark IF           |
| Krogsbølle-Roerslev FK     | 1:4                   | Næsby BK              |
| FC Lejre/Ogsted            | 5:0                   | Døllefjelde-Musse IF  |
| Løgstør IF                 | 0:7                   | Nørresundby BK        |
| Maribo BK                  | 1:3 n. V.             | FK Prespa             |
| BK Marienlyst              | 0:2                   | Tårup IF              |
| Nykøbing Falster Alliancen | 4:0                   | Amager BK 1970        |
| Roskilde BK                | 2:3                   | B 1908 Amager         |
| Roskilde KFUM              | 1:2                   | FC Bornholm           |
| Sorø IF Freja              | 1:3                   | Værløse BK            |
| Stenløse BK                | 0:1                   | Ølstykke FC           |
| Søndermarkens IF           | 2:0                   | Aalborg Freja         |
| Søndersø BK                | 2:2 n. V. (3:4 i. E.) | Nørre Snede GF        |
| Tjørring IF                | 1:4                   | Holstebro BK          |
| Trundholm FC               | 0:3                   | Nivå-Kokkedal Fodbold |
| Tved BK                    | 0:5                   | Næstved BK            |
| Vedbæk BK                  | 2:3                   | Kalundborg GB         |
| Vejen SF                   | 4:2                   | Sædding/Guldager IF   |
| Vejleåparkens BK           | 2:5                   | BK Skjold Østerbro    |
| Viby IF                    | 2:5                   | Frederikshavn fI      |
| Vildbjerg SF               | 2:4                   | Hjørring AIK Frem     |
| Vinding SF                 | 1:2                   | Thurø BK              |
| Østerbro IF                | 0:4                   | Frederikshavn fI      |

## 2. Runde
Teilnehmer waren die 32 Sieger der ersten Runde und die 8 Vereine auf den Plätzen neun bis sechzehn der 1. Division 2001/02.
|                   | Ergebnis  |                            |
| ----------------- | --------- | -------------------------- |
| Albertslund IF    | 0:3       | Hvidovre IF                |
| B 1908 Amager     | 1:3       | Nykøbing Falster Alliancen |
| Brønshøj BK       | 1:0 n. V. | Ølstykke FC                |
| Esbjerg IF 92     | 1:7       | B 1909 Odense              |
| Frederiksberg BK  | 1:3 n. V. | Nivå-Kokkedal Fodbold      |
| FC Bornholm       | 1:0       | Fremad Amager              |
| Fredensborg BI    | 1:3       | Kalundborg GB              |
| Frederikshavn fI  | 1:4       | Kolding FC                 |
| Hjørring AIK Frem | 1:2       | FC Aarhus                  |
| Herning KFUM      | 1:2 n. V. | Hjørring IF                |
| Holstebro BK      | 5:3       | Korup IF                   |
| FC Lejre/Ogsted   | 0:4       | BK Skjold Østerbro         |
| Nørre Snede GF    | 2:1       | Vejen SF                   |
| Nørresundby BK    | 1:2       | FC Fredericia              |
| Næsby BK          | 2:1       | B.93 Kopenhagen            |
| Næstved BK        | 4:0       | IF Skjold Birkerød         |
| FK Prespa         | 1:0       | Værløse BK                 |
| Søndermarkens IF  | 1:4       | Svendborg fB               |
| Thurø BK          | 0:2       | FC Nordjylland             |
| Tårup IF          | 0:1       | Skive IK                   |

## 3. Runde
Teilnehmer: Die 20 Sieger der zweiten Runde, sechs Teams auf den Plätzen drei bis acht der 1. Division 2001/02 und der Elfte und Zwölfte der Superliga 2001/02.
|                            | Ergebnis              |                    |
| -------------------------- | --------------------- | ------------------ |
| B 1909 Odense              | 2:5 n. V.             | BK Skjold Østerbro |
| FC Bornholm                | 1:4                   | BK Frem Kopenhagen |
| FC Nordjylland             | 2:2 n. V. (4:5 i. E.) | Vejle BK           |
| Hjørring IF                | 1:4                   | FC Aarhus          |
| Holstebro BK               | 2:0                   | AC Horsens         |
| Kalundborg GB              | 2:3                   | Næstved BK         |
| Lyngby BK                  | 0:3                   | Herfølge BK        |
| Nykøbing Falster Alliancen | 1:3                   | Brønshøj BK        |
| Nivå-Kokkedal Fodbold      | 2:1                   | B 1913 Odense      |
| Nørre Snede GF             | 0:1                   | Kolding FC         |
| Næsby BK                   | 1:2 n. V.             | Skive IK           |
| FK Prespa                  | 1:0                   | Hvidovre IF        |
| Randers SK Freja           | 3:0                   | FC Fredericia      |
| Svendborg fB               | 2:6                   | HFK Sønderjylland  |

## 4. Runde
Teilnehmer: Die 14 Sieger der dritten Runde, der Erste und Zweite der 1. Division 2001/02, sowie die vier Vereine auf den Plätzen sieben bis zehn der Superliga 2001/02.
|                       | Ergebnis  |                    |
| --------------------- | --------- | ------------------ |
| Brønshøj BK           | 3:4 n. V. | Herfølge BK        |
| FC Aarhus             | 2:1       | BK Frem Kopenhagen |
| Holstebro BK          | 0:2       | Farum BK           |
| Kolding FC            | 0:4       | Silkeborg IF       |
| Køge BK               | 1:3       | Esbjerg fB         |
| Nivå-Kokkedal Fodbold | 1:5       | Næstved BK         |
| FK Prespa             | 1:5       | Skive IK           |
| BK Skjold Østerbro    | 3:2       | Randers SK Freja   |
| Vejle BK              | 1:0       | HFK Sønderjylland  |
| Viborg FF             | 3:0       | Aarhus GF          |

## 5. Runde
Teilnehmer: Die 10 Sieger der vierten Runde und die besten sechs Vereine der Superliga 2001/02.
|                    | Ergebnis              |                |
| ------------------ | --------------------- | -------------- |
| AB Gladsaxe        | 1:2                   | FC Midtjylland |
| Brøndby IF         | 1:1 n. V. (5:4 i. E.) | Odense BK      |
| FC Aarhus          | 0:3                   | Viborg FF      |
| Herfølge BK        | 0:2                   | FC Kopenhagen  |
| Næstved BK         | 2:1 n. V.             | Vejle BK       |
| Skive IK           | 0:2                   | Farum BK       |
| BK Skjold Østerbro | 1:2                   | Esbjerg fB     |
| Aalborg BK         | 3:0                   | Silkeborg IF   |

## Viertelfinale
Teilnehmer: Die 8 Sieger der vierten Runde.
|                | Ergebnis |               |
| -------------- | -------- | ------------- |
| Brøndby IF     | 1:0      | FC Kopenhagen |
| FC Midtjylland | 3:1      | Esbjerg fB    |
| Næstved BK     | 1:4      | Aalborg BK    |
| Viborg FF      | 5:2      | Farum BK      |

## Halbfinale
|            | Gesamt |                | Hinspiel | Rückspiel |
| ---------- | ------ | -------------- | -------- | --------- |
| Brøndby IF | 4:1    | Aalborg BK     | 1:0      | 3:1       |
| Viborg FF  | 2:3    | FC Midtjylland | 0:0      | 2:3       |

## Finale
| Paarung        | Brøndby IF – FC Midtjylland |
| Ergebnis       | 3:0 (1:0) |
| Datum          | 29. Mai 2003 |
| Stadion        | Parken, Kopenhagen |
| Zuschauer      | 32.660 |
| Schiedsrichter | Emil Laursen |
| Tore           | 1:0 Kaspar Dalgas (38.) 2:0 Ruben Bagger (84.) 3:0 Mads Jørgensen (89.) |
| Brøndby IF     | Casper Ankergren – Allan Olesen, Per Nielsen, Dan Anton Johansen, Aurelijus Skarbalius – Morten Wieghorst, Martin Retov, Thomas Kahlenberg (65. Mads Jørgensen), Peter Foldgast (46. Jonas Kamper) – Mattias Jonson, Kaspar Dalgas (76. Ruben Bagger). Cheftrainer: Michael Laudrup    |
| FC Midtjylland | Peter Skov-Jensen – Kenneth From (63. Thomas Rathe), Martin Nielsen, Søren Skriver, Thomas Thomasberg – Ulrik Lindkvist, Jesper Mikkelsen, Claus Madsen, Frank Kristensen – Bo Hansen (76. Kristian Bak Nielsen), Christian Magleby (73. Razak Pimpong). Cheftrainer: Anders Rasmussen |